# Maurice Douard
Pour les articles homonymes, voir Douard.
Maurice Douard, né à Rambouillet en 1951, est un artiste peintre qui explore la figuration géométrique par des thématiques comme l'optique ou le cinétisme

## Formation
En 1971, il rentre à l'École Supérieure des Beaux-arts de Toulouse et mène des recherches autour des études de l’école de Varsovie, en chromatologie et psychochromatologie, puis sur l'optique et la mathématique informatique. 

## Son œuvre
Par procédé de déstructuration de l'image, il travaille sur la lumière, les rythmes et dynamiques de la couleur, les effets d’optique. La peinture de Maurice Douard est une quête de l’objectivité. C’est la prolongation d’une quête initiée avec le « réalisme » de Courbet répondant à l’objectivité de son rendu, le « pointillisme » de Seurat étayant la matérialité du détail « agraphique » par sa volonté de peindre comme une machine, le « Suprématisme » de Malevitch dans leur désir d’émanciper la peinture de toute subjectivité gestuelle, mais aussi de toute objectivité sous la main. Son œuvre s'inspire du futurisme Italien et du cinétisme de Vasarely.

## Biographie sélective
- 1993 Rétrospective Douard "20 ans de figuration géométrique" Aubusson, Galerie Katia Granoff, Honfleur

- 1994 Muséum d’histoire naturelle "derrière les murs, les champs", Bourges, Biennale internationale de la tapisserie contemporaine Beauvais
- 1994 Musée Eugène Boudin "Bigot-Douard" Honfleur, Galerie Laroque-Granoff, Paris
- 1995 Grands peintres contemporains et abstraits :Hantaï, Ozenfant, Messagier, Tal Coat, Lagrange, Kolos Vary,

Rebeyrolle, Douard, Galerie Katia Granoff Honfleur, Galerie Vitesse, Paris
- 1996 Musée régional "Le compa" Pays Paysage Chartres, Galerie D. Besseiche, Deauville
- 1997 Trans Art avec la collaboration du ministère de la Culture, Chaville
- 1997 FIAC (Foire Internationale d’Art Contemporain) Paris
- 1999 Hommage à Maurice Douard 8e Salon des Arts Fontaine-le-Dun, Musée vivant de la basse cour, Lisieux
- 1999 FIAC, Paris
- 2000 Noir et blanc en musique Avec I. Avaliani, pianiste Centre culturel "Le moulin d'Andé", Espace culturel, Maizières-lès-Metz
- 2002 Le mois de l’art contemporain Pont Audemer, Mise en lumière et réalisation d’une performance Concert Alain Kremski, théâtre l’eclat, Pont-Audemer
- 2007 Art et Essais Trois cents kakemonos dans la ville Toulouse, Toulouse
- 2008Invité au 10e festival du film asiatique, Deauville
- 2008La Métairie Bruyère « L’être est son espace », Parly
- 2008Club 13 Claude Lelouch Deauville Tourgeville
- 2008Invité d’Honneur Salon d’art contemporain Naju (Corée)

- Grandes commandes réalisées

Décoration de l’immeuble SGMI Le Mayfair, La Varenne-Saint-Hilaire, Fresque 6,6 m × 2,5 m pour SAFA
BMW. Pierrefite, participation au film de Pierre Jolivet Le Complexe du kangourou, tableau pour la fondation Tag Mac Laren à Londres, commande pour la Fondation Danielle-Mitterrand - France Libertés, commande du groupe, SER (France) d’œuvres concernant leurs activités, 29e Congrès CFE-CGC, Issy-les-Moulineaux (concept, animation, décor), commande de carton de tapisserie, mairie d’Aubusson, panneaux pour cabinet Nicholson Graham & Jones Cannon Street Londres.
De nombreux collectionneurs dans le monde entier ont acquis des œuvres de Maurice Douard. Parmi les plus célèbres, nous pouvons citer : James Caan, Mlle Régine, S.A.R. Princesse Bint Faisal Bin Abdulaziz, G. Feruch, Prince Victor-Emmanuel de Savoie, Claude Lelouch, Ryan O’Neil, etc.